# دانشگاه وسلین اهیو
دانشگاه وسلین اهیو (به انگلیسی: Ohio Wesleyan University) یک دانشگاه در ایالات متحده آمریکا است که در اوهایو واقع شده‌است.

## نگارخانه

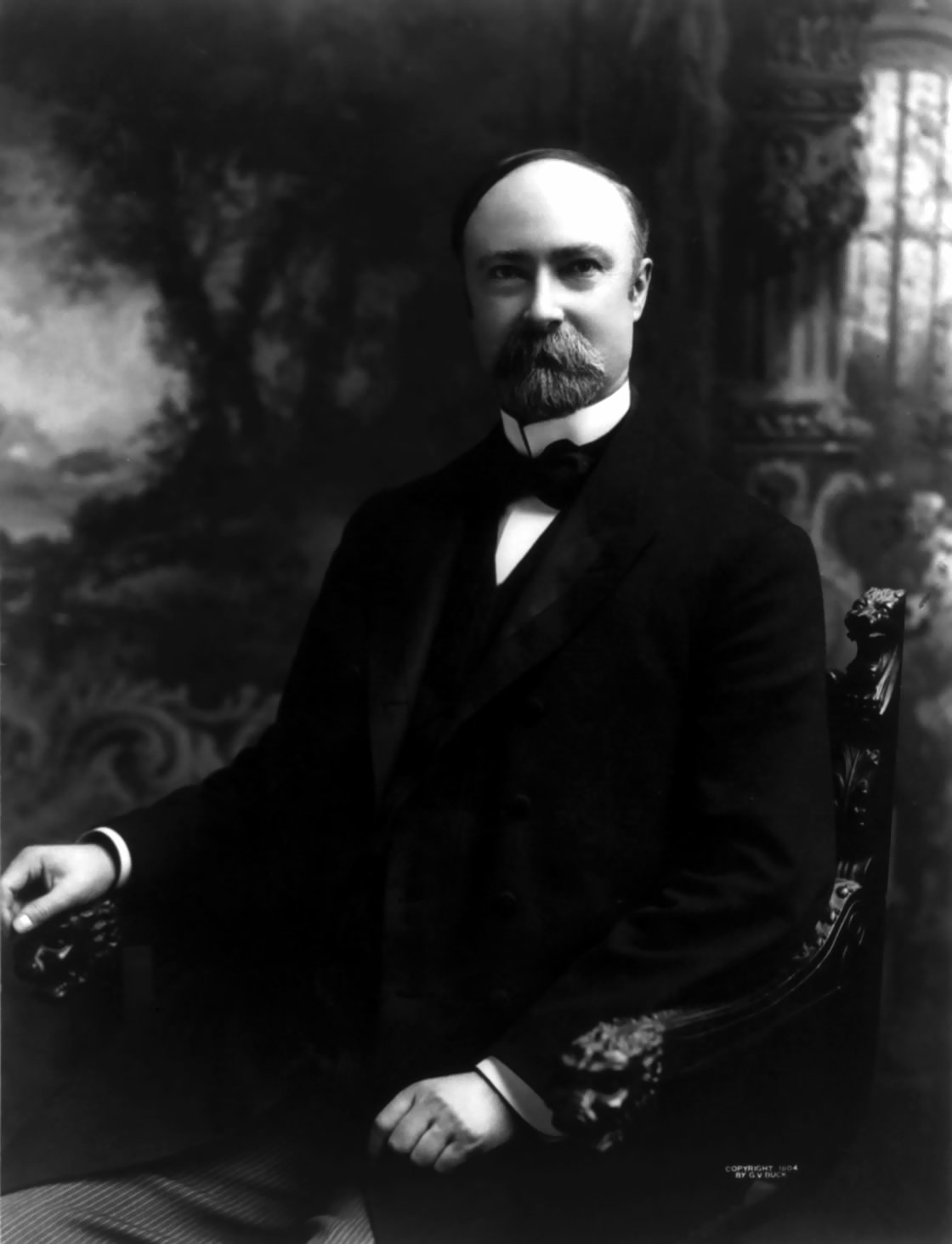
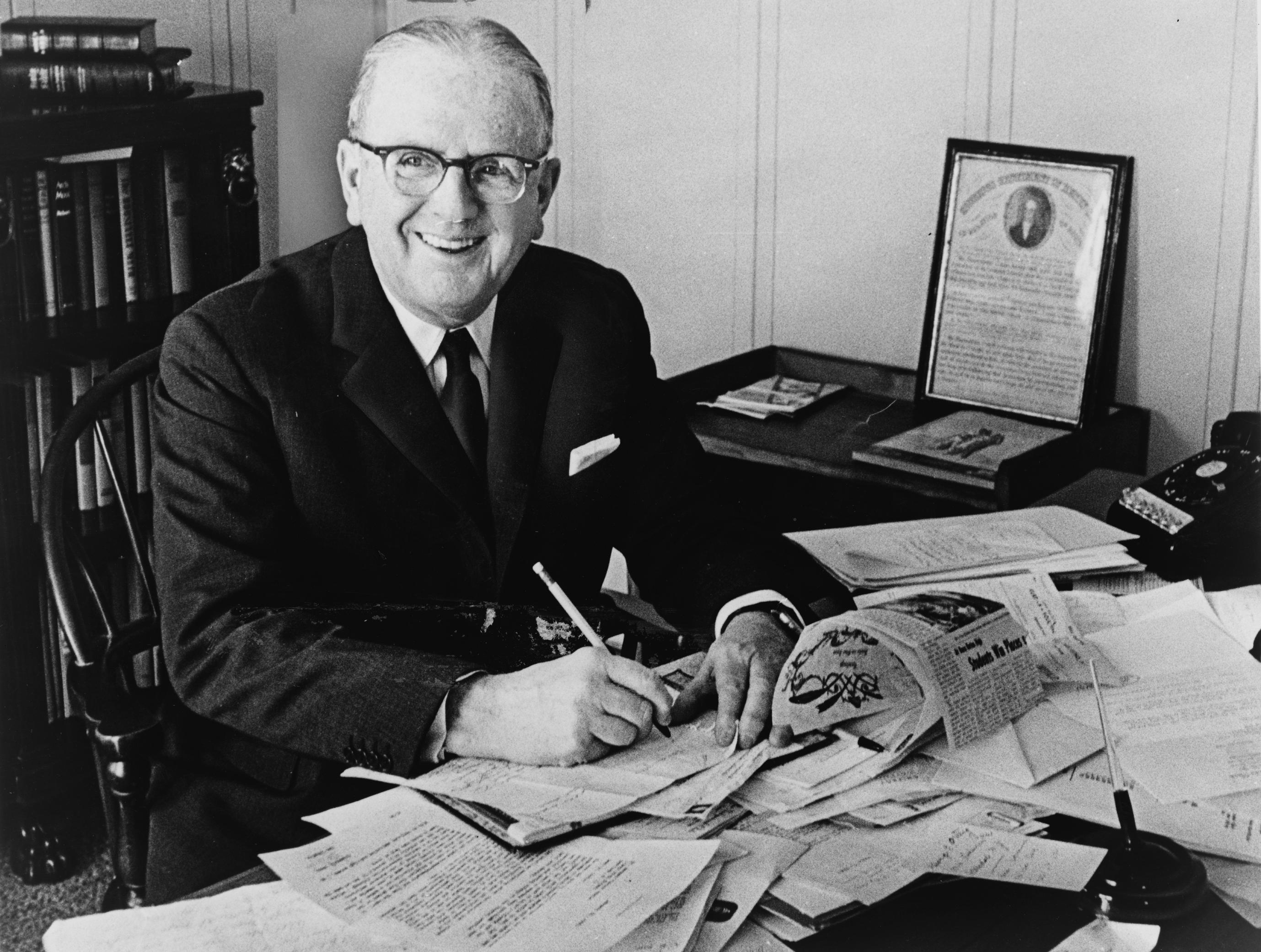